# Epidendrum marmoratum
Epidendrum marmoratum är en orkidéart som beskrevs av Achille Richard och Henri Guillaume Galeotti. Epidendrum marmoratum ingår i släktet Epidendrum och familjen orkidéer. Inga underarter finns listade i Catalogue of Life.

## Bildgalleri

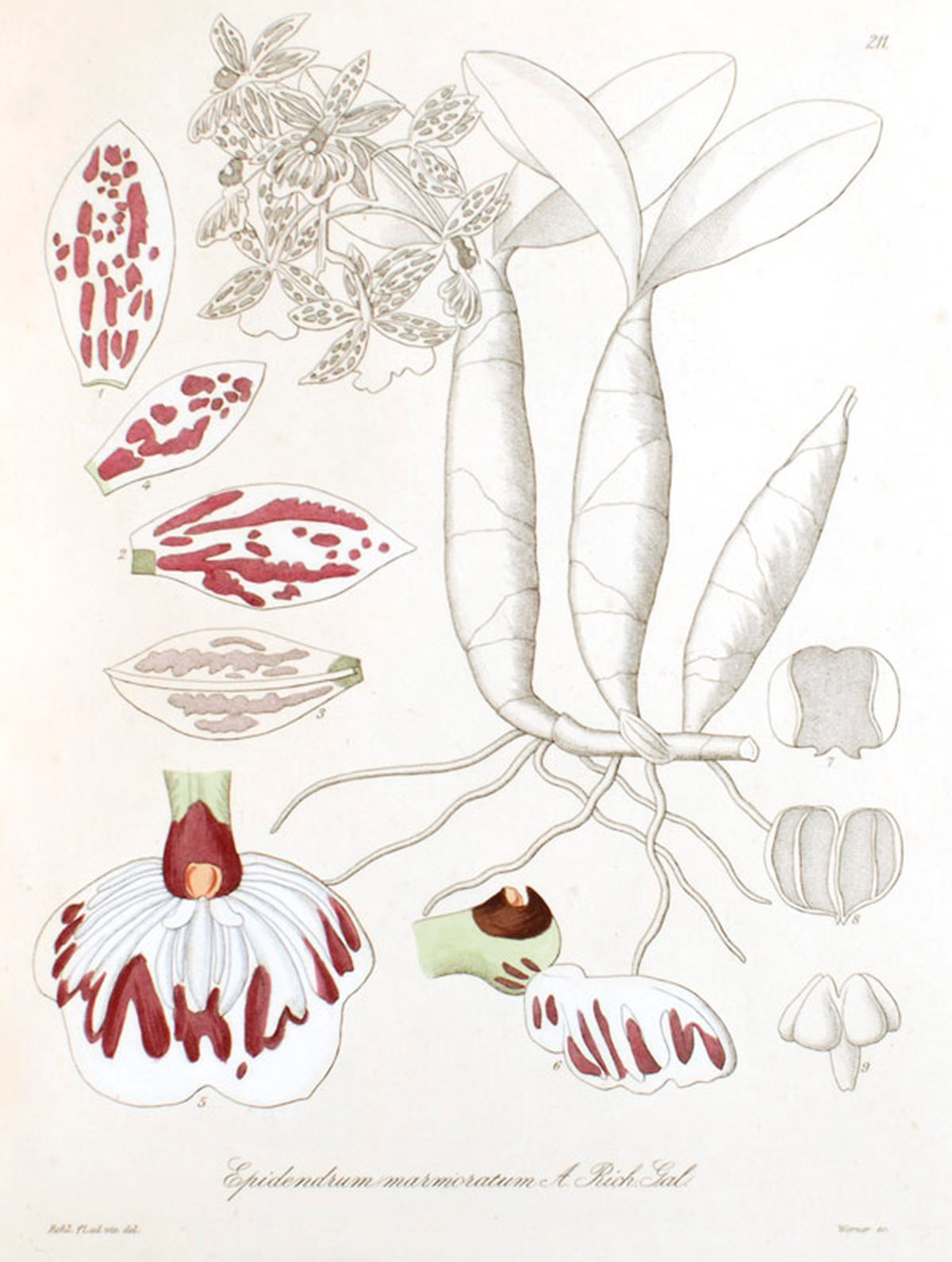